# Jeroni Fajardo
Jeroni Fajardo (Caldes de Malavella, 5 april 1985) is een Spaans internationaal trialrijder. Hij werd Europees kampioen in 2002 en was lid van het Spaans nationaal team dat in 2004 en 2006 tot en met 2015 de Trial des Nations won. Sinds december 2017 rijdt hij samen met Jaime Busto voor het fabrieksteam van Gas Gas.

## Biografie
Fajardo debuteerde op het internationale podium tijdens het Europees kampioenschap in 2001, waarbij hij de wedstrijden in Italië, Noorwegen en Polen won. Tevens debuteertde hij in het wereldkampioenschap, en in 2004 maakte hij voor het eerst deel uit van het Spaans Nationaal team in de Trial des Nations waar hij samenreed met Albert Cabestany, Max Freixa en Adam Raga. In het Spaanse kampioenschap verkreeg Fajardo bekendheid toen hij de zesde wedstrijd in Vellameca won, zijn eerste zege op nationaal niveau.
In 2008 finishte hij als vierde in het wereldkampioenschap, wat hij een jaar later herhaalde met onder andere zijn eerste wedstrijdwinst - in Andorra. In de Spaanse nationale competitie eindigde hij in 2009 als tweede achter Toni Bou.
In 2012 eindigde hij in het wereldklassement op een podiumplaats, als derde achter Toni Bou en Adam Raga. In 2013 waren de drie podiumplaatsen aan het einde van het seizoen op dezelfde manier verdeeld. In 2014 eindigde hij op de vierde plaats, en in de Spaanse competitie als tweede achter Bou.
In 2015 was de status quo voor wat betreft de eerste drie plaatsen op wereldniveau hersteld: Bou, Raga en Fajardo. Dit was eveneens de eindsituatie dat jaar in het Spaans kampioenschap.
Van 2006 tot 2015 was Fajardo teamlid van het Spaanse nationale team, samen met Bou en Raga. Dit team was tien jaar ongeslagen. 
Voorheen reed Fajardo voor Beta, en had voor 2016 een fabriekscontract bij Vertigo Motors.
De FIM maakte op 21 september 2019 bekend dat met Fajardo met terugwerkende kracht per 16 september 2018 een schorsing was overeengekomen. Na de race in Italië was hij bij een routinecontrole positief getest op het gebruik van heptaminol wat hij via een voedingssupplement tot zich had genomen. De FIM erkende dat Fajardo niet de intentie had vals te spelen of zijn sportieve prestaties te verbeteren met het middel. Door deze schorsing vervielen nagenoeg alle resultaten van Fajardo in het WK 2019 en eindigde hij op een dertiende plaats.

## Palmares
- 2002 - Europees kampioen outdoor
- 2004 - Winnaar Trial des Nations (als lid van het Spaanse team)
- 2005 - derde bij het wereldkampioenschap X-trial
- 2006 - Winnaar Trial des Nations (als lid van het Spaanse team)
- 2007 - Winnaar Trial des Nations (als lid van het Spaanse team)
- 2008 - Winnaar Trial des Nations (als lid van het Spaanse team)
- 2009 - Winnaar Trial des Nations (als lid van het Spaanse team)
- 2010 - Winnaar Trial des Nations (als lid van het Spaanse team)
- 2011 - Winnaar Trial des Nations (als lid van het Spaanse team)
- 2012 - derde bij het wereldkampioenschap outdoor; winnaar Trial des Nations (als lid van het Spaanse team)
- 2013 - derde bij het wereldkampioenschap outdoor; winnaar Trial des Nations (als lid van het Spaanse team)
- 2014 - Winnaar Trial des Nations (als lid van het Spaanse team)
- 2015 - derde bij het wereldkampioenschap outdoor; winnaar Trial des Nations (als lid van het Spaanse team)
- 2017 - derde bij het wereldkampioenschap X-trial
- 2018 - tweede bij het wereldkampioenschap outdoor